# Talk is Cheap

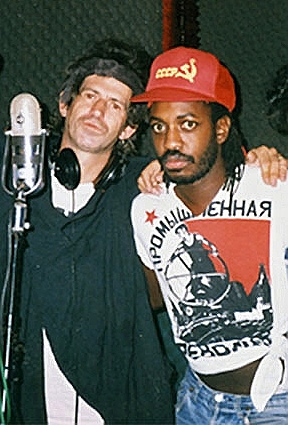
Keith Richards en Steve Jordan tijdens de opnames van Talk is Cheap in 1988

Talk is Cheap is het solo-debuutalbum van Keith Richards, bekend als gitarist van The Rolling Stones. Het werd uitgegeven in 1988.

## Tracklist
- Alle nummers zijn geschreven door Keith Richards en Steve Jordan.

1. Big Enough – 3:17
2. Take It So Hard – 3:11
3. Struggle – 4:10
4. I Could Have Stood You Up – 3:12
5. Make No Mistake – 4:53 (Met Sarah Dash)
6. You Don't Move Me – 4:48
7. How I Wish – 3:32
8. Rockawhile – 4:38
9. Whip It Up – 4:01
10. Locked Away – 5:48
11. It Means a Lot – 5:22

## Bezetting
- Keith Richards: (lead)zang, gitaar
- Steve Jordan: drums, percussie, achtergrondzang
- Waddy Wachtel: gitaar
- Charley Drayton: basgitaar
- Ivan Neville: piano, keyboard
- Bootsy Collins: bas op Big Enough
- Bernie Worrell: orgel op Big Enough & You Don't Move Me; clavinet op Make No Mistake & Rockawhile
- Maceo Parker: alto-saxofoon op Big Enough
- Joey Spampinato: bas op I Could Have Stood You Up & Rockawhile
- Mick Taylor: gitaar op I Could Have Stood You Up
- Chuck Leavell: orgel op I Could Have Stood You Up
- Johnny Johnson: piano op I Could Have Stood You Up
- Bobby Keys: tenor-saxofoon op I Could Have Stood You Up & Whip It Up
- Stanley "Buckwheat" Dural: verschijnt op You Don't Move Me, Rockawhile & Locked Away
- Michael Doucet: viool op Locked Away
- Sarah Dash: achtergrondzang
- Patti Scialfa: achtergrondzang

## Hitlijsten
Album
| Jaar | Hitlijst          | Notering |
| ---- | ----------------- | -------- |
| 1988 | UK Top 100 Albums | 37       |
| 1988 | The Billboard 200 | 24       |
| 1989 | The Billboard 200 | 54       |

Singles
| Jaar | Single              | Hitlijst               | Notering |
| ---- | ------------------- | ---------------------- | -------- |
| 1988 | "Take It So Hard"   | Mainstream Rock Tracks | 3        |
| 1988 | "You Don't Move Me" | Mainstream Rock Tracks | 18       |
| 1989 | "Struggle"          | Mainstream Rock Tracks | 47       |